# Аркадіївка (Броварський район)
Арка́діївка — село Броварського району Київської області. Входить до складу Згурівської селищної громади.

## Географічне розташування села
Село розташоване на півночі Згурівської селищної громади Броварського району Київської області, поблизу річок Супій та Гнила Оржиця. Відстань до залізничної станції Яготин — 45 кілометрів, до центру громади смт Згурівки — близько 9 кілометрів. Висота центру над рівнем моря — 127 метрів.
У селі бере початок річка Ступніва, права притока Переводу.

## З історії Аркадіївки
Аркадіївка заснована графом Аркадієм Кочубеєм протягом 1838-1839 років, для обробітку дальніх земель його економії. Село назване іменем засновника. Першими поселенцями були 39 молодих сімей із села Згурівки, які були розміщені понад берегом заплави, що впадає в ріку Перевід. .
у 1862 році у хуторі володарському Аркадіївці було 136 хат, де жило 847 осіб (428 чоловічої та 419 жіночої статі)
Селище є на мапі 1868 рокуої
По реформі 1861 року аркадіївчани були звільнені від кріпацтва і отримали по три десятини землі на дорослу людину, по півдесятини — на хлопця до 20 років. Населення Аркадіївки невпинно зростало, та зберігалася сильна бідність. У 1880–1881 роках в селі була збудована дерев'яна церква на кам'яному фундаменті. При церкві діяли бібліотека та церковно-приходська школа. Священиком у церкві був Олександр Іванович Філіпович, церковним старостою — селянин Василь Карпович Герасименко. 1891 року громадський вигін був поділений на два шматки — 18 десятин здавались за 10-12 карбованців за десятину і тільки 4 десятини були у громадському користуванні.
1900 року Аркадіївка мала 400 дворів, у яких проживала 1371 особа, з яких чоловіків — 667, жінок — 704. Поміщику належало 600 десятин землі. У селян було 698 десятин, 27 господарств зовсім не мали ніякої худоби, землю обробляли знаряддями: залізними однолемішними плугами — 36 штук на село; дерев'яними — 150 штук; борін залізних — 69 штук; дерев'яних — 198. Матеріальна незабезпеченість селян посилювала антипоміщицькі настрої. 20 листопада 1905 року разом виступили селяни Середівки, Аркадіївки і Згурівки. Поміщицьке майно було поділено, грабунки продовжувалися шість днів. Було спалено дві клуні та дві скирти соломи.
За даними перепису 1910 року, до Аркадіївки належало 267 господарств, у яких проживало 1500 осіб. Серед селян було 18 теслярів, 2 столяри, коваль, слюсар, 10 швеців, 2 чоботарі. 1912 року в селі були дві церковно-приходські школи, бібліотека та хор церковно-приходських шкіл на 30 осіб. 1917 року встановлено окупаційну російсько - радянську владу, зусиллями більшовиків організовано сільську раду, першим головою якої став Лишко Трохим Омелянович. Тоді ж було створено комітет незалежних селян, який очолив Сверенюк Іван Іванович. 1930 року в селі створено перші колективні господарства — ТСОЗи, а наступного року створено колгосп. Його головою був Колодій Григорій Панкратович.
У Голодомор 1932-1933 в селі померло багато людей, старожили пам'ятають навіть випадки канібалізму. Улітку 1933 року, після зібрання урожаю, кожній людині було виділено по пуду зерна. За це рішення голову колгоспа і його заступника було позбавлено волі на 8 років. За те, що люди щодня відвідували роботу, увечері їм давали по три великі пампушки, аби діти не померли з голоду. А навесні 1934 року в селі було організовано дитячий інтернат.
У 1937 році в Аркадіївці створено комсомольську організацію, секретарем якої став Л. М. Жеведенко. Ще до того, 1930 року, убло(виправляти не варто) створено ячійку партії. Станом на 1934 рік до неї входили М. К. Василець, М. П. Соболь, І. І. Свершок.
Навесні 1937 року вночі забрано без суду і відправлено на довічне ув'язнення колгоспника Олещенка Андрія Назаровича та старого вчителя Чміля Івана Панасовича тільки за те, що вони мали свою політичну думку.
1941 року на фронт пішла уся чоловіча половина Аркадіївки. Окуповано село було 17 вересня 1941 року. Серед жителів села набиралися поліцаї: заядлий поліцай Василь Твердохліб нещадно бив людей, знущався з них, відправляв рятуючи молодь до Німеччини. Аркадіївці вимушено надавали допомогу партизанам, що діяли у чернігівських лісах. Серед активних учасників загону були й односельці Соболь Микола Петрович, Герасименко Дмитро Іванович, Василець Микола Кирилович. Партизани розправлялися з поліцаями. У страшних муках було вбито і поліцая Твердохліба. Коли 1942 року під Черевками проводилися розстріли комиуністів, до числа розстріляних потрапив і аркадіївчанин Дорошевич Дмитро Іванович. Коли ж німці відступали з села у вересні 1943 року, то спалили клуню із зерном.
В роки Другої Світової війни загалом загинуло 122 жителя Аркадіївки. Учасниками бойових дій були Куций Володимир Корнійович, Козіцька Зінаїда Михайлівна, Удовенко Микола Павлович, Жеведенко Микола Павлович, Колодій Михайло Андрійович, Жевноводенко Михайло Семенович, Даниленко Семен Олександрович, Назарок Іван Іванович, Назарок Іван Якович — це люди, що отримали найбільше бойових орденів і медалей.
Після війни село помалу почало відбудовувалось, почав відроджуватись колгосп на чолі з обраним на посаду голови Куцим Володимиром Корнійовичем. Голова ланки з вирощування цукрового буряку Палівода Євдокія Яківна нагороджена трьома орденами Леніна, орденом Жовтневої революції, чотирма медалями, почесними грамотами. 1965 року споруджено пам'ятник радянським воїнам, на якому викарбувано 122 імені тих односельчан, хто поліг на фронтах Другої Світової.
1986 року до Аркадіївки було переселено жителів сіл Рудки та Роз'їжджа Чорнобильського району (загалом 353 особи). Для переселенців було збудовано 160 будинків, школу, їдальню, магазини, лазню та Будинок побуту.
З 12 листопада 2010 року сільським головою став Степаненко Микола Олександрович.
За час існування село входило до складу:
- Прилуцького повіту — з 1839,
- Турівського району — з 1923,
- Аркадіївської сільради Прилуцького району — з 1932,
- Згурівського району — з 1935,
- Згурівського району Київської області — з 1954,
- Яготинського району — з 1963,
- Згурівського району — з 1986,
- Згурівської селищної громади Броварського району — з 2020.

### З«Історії міст і сіл Української РСР»
Аркадіївка — село, центр сільської ради, розташоване за 45 км від районного центру. Населення — 1512 осіб.
В селі — колгосп «Зоря комунізму», який має 2105 га сільськогосподарських угідь, у тому числі 1545 га орної землі. Основний напрям господарства — рільництво й тваринництво. За вирощування високих урожаїв цукрових буряків ланкову Я. Поливоду нагороджено орденом Леніна.
В Аркадіївці є восьмирічна школа, будинок культури, бібліотека; дільнична лікарня на 35 ліжок.

## Населення
За даними Всеукраїнського перепису 2001 року, у селі проживало 1019 осіб. З них своєю рідною мовою вказали:
| Мова       | Кількість осіб | Відсоток |
| ---------- | -------------- | -------- |
| українська | 998            | 97,94 %  |
| російська  | 19             | 1,86 %   |
| білоруська | 2              | 0,20 %   |

## Транспортне сполучення із Києвом та Згурівкою
До Аркадіївки з Києва можна дістатися з автостанції «Дарниця» рейсовими автобусами «Київ — Згурівка»; «Київ — Середівка» та «Київ — Аркадіївка».
Із Згурівки — автобусами «Згурівка — Київ»; «Яготин — Прилуки»; «Київ — Середівка».